# Fjalar et Galar
 (décembre 2022).
Si vous disposez d'ouvrages ou d'articles de référence ou si vous connaissez des sites web de qualité traitant du thème abordé ici, merci de compléter l'article en donnant les références utiles à sa vérifiabilité et en les liant à la section « Notes et références ».
Fjalar et Galar sont deux frères nains de la mythologie nordique. Ils tuèrent le dieu sage Kvasir et créèrent l'hydromel poétique à partir de son sang. 
Peu après, ils invitèrent le géant Gilling et son épouse. Ils proposèrent au premier de faire une promenade en mer. Le géant accepta. Une fois au large, les nains retournèrent l'embarcation, envoyant Gilling dans l'eau. Ne sachant pas nager, il mourut.
Les nains retournèrent chez eux et annoncèrent son décès à sa femme. Cette dernière, très affligée, ne trouvait pas de réconfort. Lassé de ses pleurs, Fjallar lui offrit de l'emmener sur les lieux de la mort de son mari. La géante, estimant qu'elle pourrait s'y recueillir, se montra favorable à cette proposition. Cependant, lorsqu'elle passa la porte de la maison, Gallar, selon les ordres de son frère, précipita une meule de moulin sur le crâne de la veuve et la tua. Les nains poursuivirent ensuite leur vie, veillant sur l'hydromel.
Gilling avait un fils, Suttung. Quand il apprit la mort de ses parents, il courut chez les nains. Arrivé, il les saisit, les jeta à bord de leur barque et les mena sur un écueil que la marée basse avait révélé. Il menaça de les y laisser s'y noyer. Les frères le supplièrent de leur laisser la vie sauve et Fjallar promit de lui remettre l'hydromel s'il les épargnait. Suttung jugea cet accord profitable et ramena les nains dans leur demeure, où il reçut le précieux breuvage.